# Aega sheni
Aega sheni is een pissebed uit de familie Aegidae. De wetenschappelijke naam van de soort is voor het eerst geldig gepubliceerd in 2006 door Yu & Bruce.